# Niklas Brink
Karl Niklas Brink, född 16 februari 1969, är en svensk arenaspeaker för Frölunda HC i Scandinavium och Frölundaborg och för BK Häcken på Bravida Arena.
Brink har varit speaker för Frölunda sedan säsongen 1989/90. Efter att han själv avslutat sin spelarkarriär 1984 tog han över som speaker på hemmamatcherna för det lokala hockeylaget Hanhals Kings. Frölunda hade på denna tiden ett nära samarbete till Kungsbackaklubben och detta skulle bli Brinks väg till insidan av Scandinaviums portar. Föreningen hörde av sig till honom mitt under säsong och erbjöd honom en position som speaker på lagets hemmamatcher, vilket han tackade ja till.
Han har varit speaker för BK Häcken sedan säsongen 2009/10. En av Brinks kamrater i Frölunda, Marcus Jodin, bytte karriär och tog över som marknadschef hos fotbollsklubben BK Häcken. Därigenom fick Brink kontakt med föreningen som erbjöd honom att bli arenaspeaker på Bravida Arena.